# Bob Benny
Bob Benny, cuyo verdadero nombre fue Emilius Wagemans,  (Sint-Niklaas, 18 de mayo de 1926 - Beveren, 29 de marzo de 2011) fue un cantante e intérprete de teatro musical belga que es conocido en el resto de Europa por haber participado en el Festival de la Canción de Eurovisión en dos ocasiones 1959 y en 1961.

## Inicios profesionales
Benny comenzó a cantar en los finales de la Segunda Guerra Mundial, cuando comenzó a cantar habitualmente en un café en Sint-Niklaas.  En los inicios de la años 50, aparecía en spots de radio y lanzó su primer álbum Mijn haart spreekt tot u" (Mi corazón habla contigo"). En 1957, tuvo su primer gran éxito con el sencillo "Cindy, Oh Cindy", que alcanzó el n.º #2 en Ultratop 50

## Festival de la Canción de Eurovisión
En 1959, Benny fue escogido con la canción "Hou toch van mij" como representantte de Bélgica en el Festival de la canción de Eurovisión 1959 que tuvo lugar el 11 de marzo en Cannes, Francia.  "Hou toch van mij" recibió de 5 de los 10 países participantes y terminó en sexto lugar.
En 1961, Benny fue nuevamente escogido para representar a Bélgica, con la canción "September, gouden roos" ("Septiembre, rosa dorada"), en el Festival de la Canción de Eurovisión 1961, que se realizó nuevamente en Cannes, el 18 de marzo.  La canción  "September, gouden roos" apenas consiguió obtener un punto del jurado de Luxemburgo, terminando en 15.º y último lugar, empatado con Jimmy Makulis que representaba a Austria.

## Carrera posterior
Benny lanzó dos singles en 1963, "Waar en wanneer" (# 3) y "Jou porta Alleen" (# 5). Se convirtió en un actor de teatro musical y actuó en muchos espectáculos de larga duración en Bélgica y en Alemania.
En 2001, Benny sufrió un accidente cerebrovascular y dificultades financieras e hizo público que era homosexual en la celebración de sus 75 años. Un espectáculo benéfico en su nombre, tuvo lugar en Amberes, en abril de 2003, con música de Richard Rodgers interpretada por conocidos artistas flamencos. En 2006, Benny celebró sus 80 años y dijo estar con buena salud.
Falleció el 29 de marzo de 2011.
| Predecesor: Fud Leclerc con Ma petite chatte   | Bélgica en el Festival de Eurovisión 1959 | Sucesor: Fud Leclerc con Mon amour pour toi |
| Predecesor: Fud Leclerc con Mon amour pour toi | Bélgica en el Festival de Eurovisión 1961 | Sucesor: Fud Leclerc con Ton nom            |